# Hotel California (Tyga-album)
A Hotel California Tyga amerikai rapper harmadik stúdióalbuma, amely 2013. április 9-én jelent meg. Az album hetedik helyen debütált az amerikai Billboard 200 listáján. Az első héten 54.000 példányban kelt el az Amerikai Egyesült Államokban. A második héten több mint 19.000, a harmadik héten pedig több mint 12,000, így az összesen 84,000 db került eladásra.

## Dalok
- 1. 500 Degrees (közreműködik: Lil Wayne
- 2. Dope (közreműködik: Rick Ross)
- 3. Get Lost
- 4. Diss Song
- 5. Hit 'Em Up (közreműködik: Jadakiss)
- 6. Molly (közreműködik: Cedric Gervais, Wiz Khalifa és Mally Mall
- 7. For the Road (közreműködik: Chris Brown)
- 8. Show You (közreműködik: Future)
- 9. It Neva Rains (közreműködik: The Game)
- 10. M.O.E. (közreműködik: Wiz Khalifa)
- 11. Hijack (közreműködik: 2 Chainz)
- 12. Get Rich
- 13. Enemies
- 14. Drive Fast, Live Young
- 15. Palm Trees